# Purism

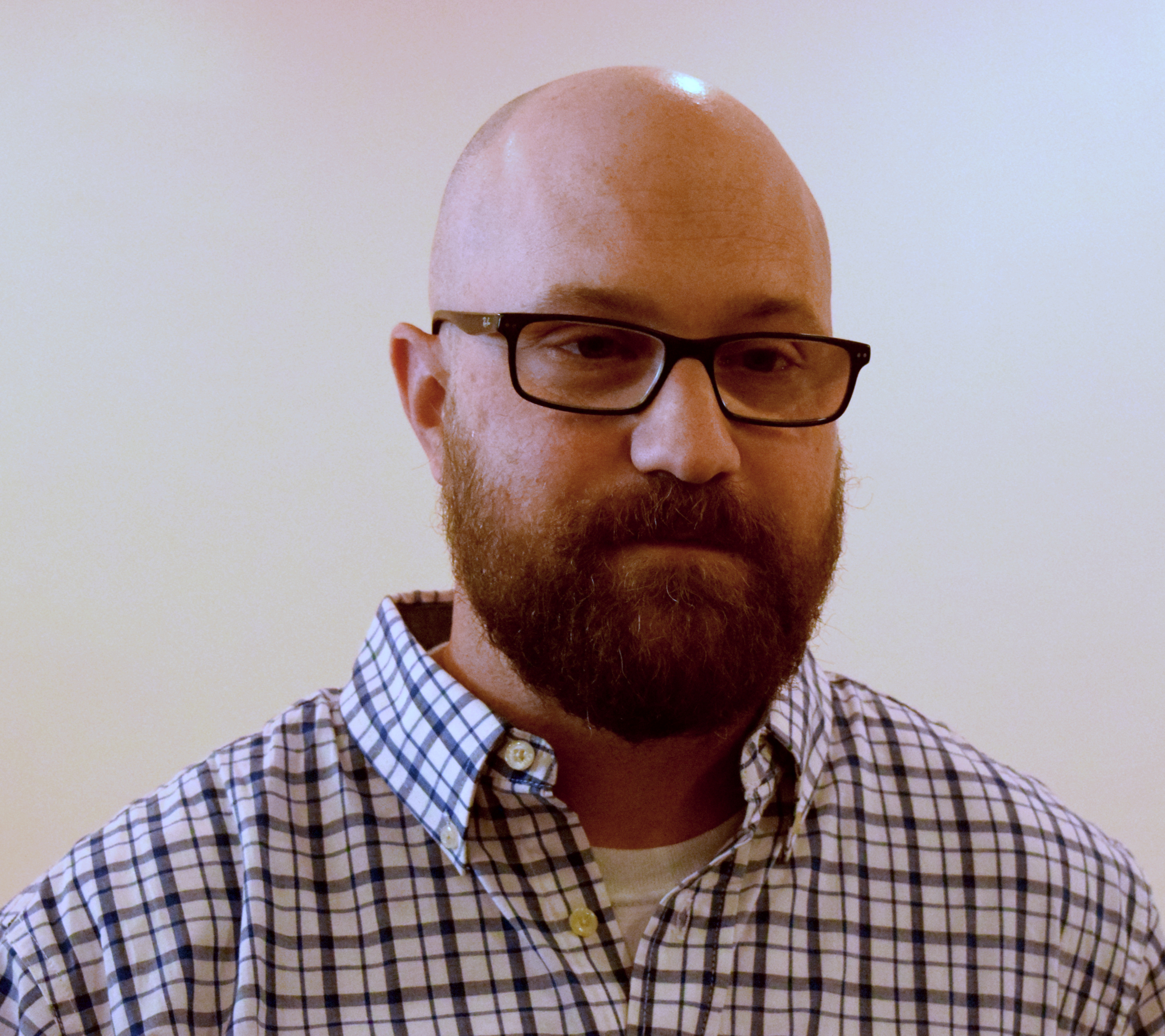
Тодд Уивер на Swathanthra 2017 в Тируванантапураме, штате Керала, Индии.

Purism — компания компьютерных технологий, которая находится в Южном районе Сан-Франциско (штат Калифорния), и зарегистрированная как социальная компания в штате Вашингтон. Purism производит линейку устройств Librem, ориентируясь на движение свободного программного обеспечения, компьютерную безопасность, и приватность в Интернете.

## История
Компания Purism была основана в 2014 году, после этого запустив кампанию по сбору средств для Librem 15, которая была первой попыткой изготовить высокопроизводительный ноутбук с процессором Intel на базе Linux, с компонентами, обеспечивающими свободу пользователям.
С успехом первоначальной кампании была проведена вторая кампания для 13-дюймовой модели Librem, где был сделан дополнительный акцент на конфиденциальность (ноутбук был снабжён аппаратными выключателями). Поскольку 15-дюймовая модель все ещё проектировалась и производилась, был бэкпорт функции аппаратных выключателей к операционной системе.
После двух кампаний, Purism получила $1052174 за счёт поддержки 1042 первоначальных сторонников, что позволило производить и поставлять ноутбуки Librem с конца 2015 года.
После того, как кампании для сбора средств выполнялись, компания Purism объявила, что она перейдёт от создания моделей к их заказу в 2017 году.
В феврале 2017 года Purism стала социальной корпорацией, и доказала это своими статьями, детализирующими её социальность. Об этом было объявлено в мае 2017 года.
24 августа 2017 года Purism объявила о планах по созданию смартфона под названием Librem 5. Этот смартфон планируется выпустить в начале 2019 года, и Librem 5 будет включать аппаратные выключатели для Wi-Fi, Bluetooth, камеры и микрофона. На этом смартфоне также будет работать свободное программное обеспечение. Purism объявила о том, что для создания телефона должно быть собрано $1500000, и запустила кампанию по сбору средств, которая длилась 60 дней. Purism получила эти деньги за две недели до окончания кампании.

## Продукты
Purism известна своей линейкой компьютеров Librem. Ноутбуки Librem выпускаются в двух моделях: Librem 13 и Librem 15 с 13 и 15-дюймовым экраном. По состоянию на октябрь 2017 года, Purism делает предзаказы планшета, по-разному называемого как Librem 10, 11, 12, или как смартфон Librem 5. Все эти продукты поставляются с собственной операционной системой Purism, PureOS, которая основывается на Debian. Продукты Purism также имеют аппаратные выключатели, позволяющие пользователю отключать камеру, Wi-Fi, Bluetooth и сотовый модем на продуктах, в которых есть эта функция.
Purism руководит разработкой PureOS, полностью свободного дистрибутива Linux на базе Debian. PureOS в основном поставляется с программным обеспечением из репозиториев Debian, но имеет другое программное обеспечение, которое нарушает рекомендации Purism[какие?]. В первую очередь, веб-браузер Firefox переименован в Pure Browser, и поставляется с плагинами для улучшения конфиденциальности пользователей. PureOS получила одобрение от Фонда свободного программного обеспечения в декабре 2017 года.